# Zalizne
Zalizne (en ucraniano: Залізне, lit. 'hierro'; en ruso: Зализное, romanizado: Zalíznoye) es un asentamiento de tipo urbano ucraniano perteneciente al óblast de Donetsk. Situado en el este del país, forma parte del raión de Bájmut y del municipio (hromada) de Toretsk.

## Toponimia
Durante la era soviética y hasta 2016, cuando se cambió su denominación de acuerdo con las leyes de descomunización de Ucrania, se llamaba Artémove (en ucraniano: Артемове; en ruso: Артёмово, romanizado: Artiómovo). El nombre anterior era un homenaje al revolucionario bolchevique Fiódor Serguéyev, conocido como Artiom.

## Geografía
Luganske está en la desembocadura del riachuelo Skelovata en el río Lugán, 4 km al sur de Toretsk y 44 km al norte de Donetsk.

## Historia
La ciudad fue fundada en 1894 con el nombre de Nelípivski (en ucraniano: Неліпівський; en ruso: Нелеповский). Hubo huelgas en 1905 y 1916, esta última involucrando a más de cinco mil trabajadores.
En 1921 fue renombrada en honor a Artémove en honor del revolucionario bolchevique Artiom, ya que éste había venido aquí en abril de 1920 para pedir reactivar la gran mina central como expresidente de la efímera República Soviética de Donetsk-Krivói Rog. El lugar se convirtió en un pueblo minero después del descubrimiento de yacimientos de carbón, y en 1938 se le otorgó el estatus de ciudad.
En la Segunda Guerra Mundial, Artémove fue ocupado por el ejército alemán del Tercer Reich el 28 de octubre de 1941, siendo liberado el 5 de septiembre de 1943 por el Ejército Rojo.
Durante la guerra del Dombás, la ciudad fue bombardeada por separatistas en diciembre de 2014 y hubo destrucción en el área. El 19 de mayo de 2016, como parte de la descomunización de Ucrania, el lugar pasó a llamarse Zalizne.
Tras la invasión rusa de Ucrania, Luganske fue capturado por Rusia en mayo de 2022. Rusia afirmó formalmente haber tomado la ciudad el 19 de agosto.

## Demografía
La evolución de la población de Zalizne entre 1926 y 2022 fue la siguiente:
| 4372                                                          | 11 201 | 11 201 | 10 791 | 8972 | 7627 | 6725 | 5598 | 5355 | 4928 |
| (Fuente: Cities & Towns of Ukraine y UKRAINE: Größere Städte) |        |        |        |      |      |      |      |      |      |

Según el censo de 2001, la lengua materna de la mayoría de los habitantes, el 82,82%, es el ucraniano; del 16,75% es el ruso.

## Economía
La economía gira en torno a la explotación del carbón. Sin embargo, la empresa estatal Toretskugol (antes Dzerzhinskugol) ha cerrado y más del 50% de la población vivía de esta actividad.
En el sitio industrial de la mina cerrada, hay planes para crear una empresa para el procesamiento de desechos que contienen carbón del pozo de lodo para producir briquetas de alta calidad para centrales térmicas y concentrado de carbón de grado KZh para la química del coque.

## Infraestructura

### Transporte
Zalizne se encuentra a 6 km de la estación de tren Magdalinivka del ferrocarril de Donetsk. 